# KLHL11
Le KLHL11 est une protéine dont le gène est situé sur le chromosome 17 humain. Il appartient à la famille de protéines Kelch, intervenant dans l'ubiquitination.

## En médecine
Des anticorps auto-immuns dirigés contre cette protéine est responsable de certaines formes d'encéphalites paranéoplasique.